# Гюрза (бронеавтомобіль)
Гюрза  (азерб. Gürzə) — азербайджанський бронеавтомобіль.
Перший демонстраційний зразок бронемашини був представлений 2013 року на виставці IDEF-2013 в Стамбулі.

## Опис
Розроблений на шасі автомашини 12-й моделі Toyota Hilux Pick-up у 2013 році.
Бронемашина має звичайне компонування з переднім розташуванням двигуна. Екіпаж машини складається з 5 осіб.
На даху встановлений один кулемет калібру 12.7 мм, здатний вражати цілі, обертаючись на 360 градусів та вести вогонь під кутом 45 градусів. З боків розташовані 2 кулемети калібру 7.62 мм з великим боєзапасом.
Виготовлена невелика кількість для прикордонної служби Азербайджану.

## Варіанти
- «Егреб» («Скорпіон»). Протитанковий варіант з установкою ПТРК «Скіф» та «Spike»[2].
- «Бабір» («Леопард»). Варіант з установкою 30-мм автоматичного гранатомету АГС-17.
- «Гюрза-2». Представлена на виставці «ADEX-2014». Відрізняється дистанційно керованої туреллю з приладом нічного бачення та кулеметом, а також захистом двигуна[3].